# Brillendoekje

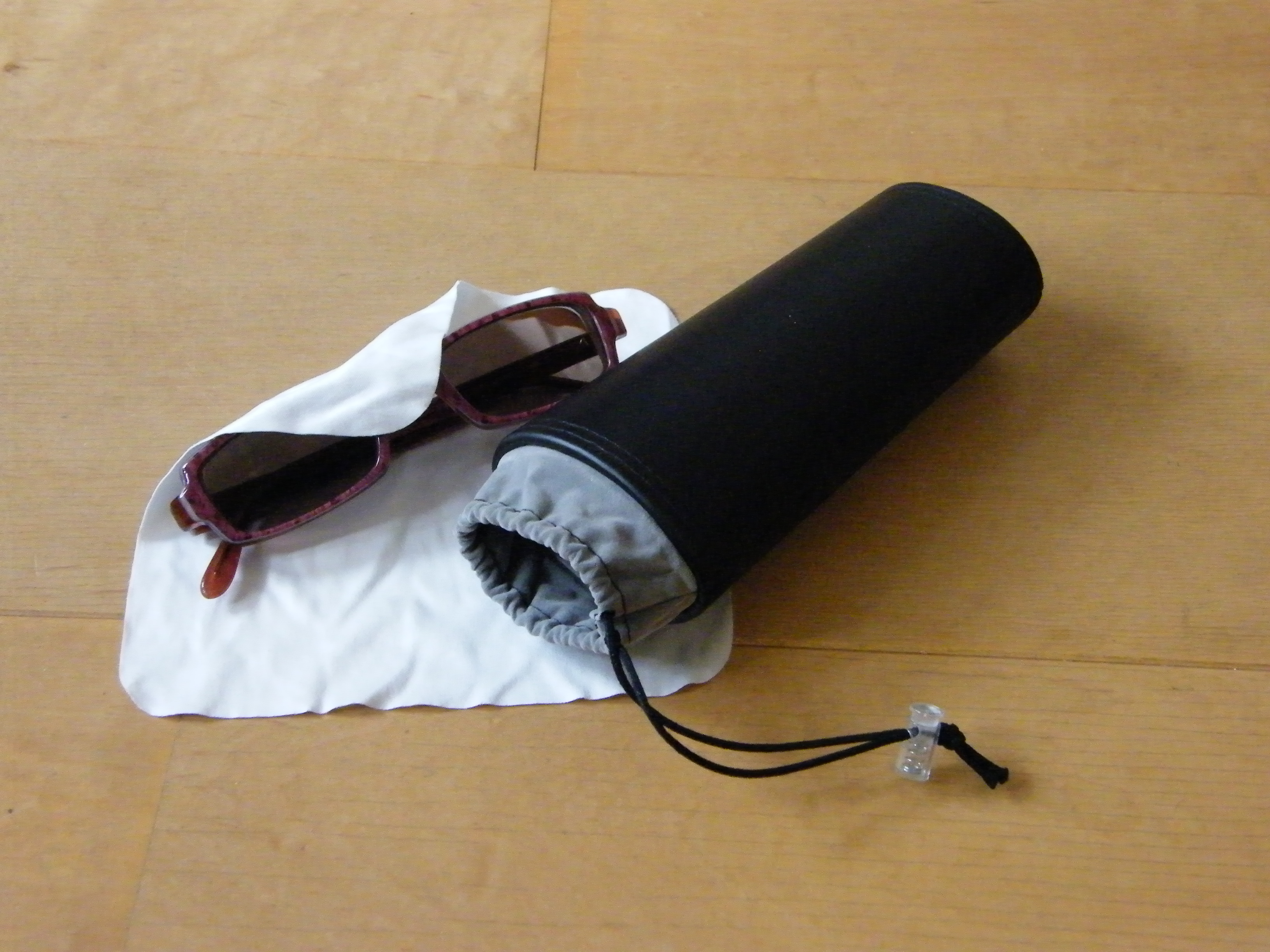
Poetsdoekje en brillenkoker.

Een brilpoetsdoek of brillendoekje is een doekje voor het schoonmaken –ontvetten en stofvrijmaken– van brillenglazen, verrekijker- en cameralenzen, helmvizieren en beeldschermen.
Voor het ontvetten gebruikt men eerst een zeepoplossing om dan met het doekje het glas schoon te maken.
Doekjes kunnen gemaakt worden van synthetische microvezels, katoen of flanellen stof. 
Per stuk verpakte vochtige weggooibrillendoekjes zijn verkrijgbaar, echter moet men oppassen dat deze niet van papiervezels zijn gemaakt: deze brillendoekjes veroorzaken krassen op het glas door de aanwezigheid van microscopisch kleine zandkorrels.
De opticien geeft ze, bedrukt met reclame voor zijn zaak, vaak weg als relatiegeschenk.